# Saint-Germain-de-Fresney
Saint-Germain-de-Fresney település Franciaországban, Eure megyében. Lakosainak száma 195 fő (2022. január 1.). Saint-Germain-de-Fresney Le Val-David, Le Cormier, Fresney és La Baronnie községekkel határos.

## Népesség
A település népessége az elmúlt években az alábbi módon változott:
| Lakosok száma | 111  | 122  | 129  | 152  | 216  | 207  | 206  | 204  | 202  | 195  |
|               | 1968 | 1982 | 1990 | 2006 | 2013 | 2015 | 2017 | 2019 | 2020 | 2022 |